# チェチェンにおける同性愛者粛清
チェチェンにおける同性愛者粛清（Anti-gay purges in Chechnya）は、ロシア連邦の一部であるチェチェン共和国における、同性愛者を標的とする当局による強制失踪（秘密の拉致、投獄、拷問）と超法規的殺人。当局が同性愛者または両性愛者である疑いで拘留した100人のうち少なくとも2人は、人権団体や目撃者が強制収容所と呼んでいる場所に拘束された後に死亡したと伝えられている。
粛清は、2017年4月1日にロシア語野党新聞であるノーヴァヤ・ガゼータで最初に報告され、2017年2月以降、100人以上の男性が拘留され、拷問され、少なくとも3人が超法規的殺人で死亡したと報じられた。この文書は、チェチェンの特殊部隊の情報源を引用して、一連の拘禁を「予防的一掃」と呼んだ。この件について最初に報告したジャーナリストは身を隠した。状況を報告するジャーナリストに対する報復の警告があった。 
体系的なLGBT粛清の一環として説明されているチェチェン当局の行動のニュースが広まると、ロシアと国際的な活動家は強制収容所の生存者や他の弱い立場に置かれているチェチェン人を避難させるためにスクランブルをかけたが、ビザを取得するのは困難だった。 
迫害の報告は、世界中で様々な反応に見舞われた。チェチェン共和国のラムザン・カディロフ首長は、迫害の発生だけでなく、チェチェンでのゲイの存在も否定し、そのような人々は自分の家族によって殺されるだろうと付け加えた。モスクワの当局者は懐疑的だったが、5月下旬にロシア政府は調査チームをチェチェンに派遣ことに合意したと伝えられている。西側の多数の国家指導者や他の公人がチェチェンの行動を非難し、ロシアや他の場所で抗議が行われた。欧州安全保障協力機構（OSCE）が2018年12月に発表した報告書は、LGBTの人々への迫害が行われ、当局によって無視されたという主張を確認した。2021年の欧州評議会の反LGBTIヘイトクライムに関する報告書で、報告者は、「2017年にチェチェンでLGBTIの人々に対して行われた、国が後援する攻撃」を、「ここ数十年で発生した、ヨーロッパのLGBTIの人々に対する暴力の最も悪質な例」と述べた。 
2019年1月11日、2018年12月に同国で別の「同性愛者粛清」が開始され、数人のゲイの男性と女性が拘束されたと報告した。 ロシアのLGBTネットワークは、約40人が拘束され、2人が死亡したと考えている。
アメリカのジャーナリスト、デヴィッド・フランスによって、2010年代後半のチェチェンにおける同性愛者粛清に焦点を当てたドキュメンタリー映画『チェチェンへようこそ ―ゲイの粛清―』が制作され、2020年に公開された。